# Cesena
Cesena és una ciutat d'Itàlia a la província de Forlì-Cesena (regió d'Emília-Romanya) amb prop de cent mil habitants.

## Història

### Prehistòria
S'han trobat algunes restes del Paleolític inferior a Ca' Belvedere di Monte Poggiolo (800.000 aC) i Castel Bolognese, Rimini, però les primeres troballes certes són de fa uns divuit mil anys a Fornace di San Damiano (Mercato Saraceno).
Les troballes del Neolític son més abundants especialment del període 6000-3000 aC amb les restes a Fornace Marzocchi (cultura de Diana) del 3500-3000 aC, i a Guado della Fornasaccia (cultura de Chassey-Lagozza) del 3200-3000 aC. Vers el 4500 aC es va produir la revolució agrícola a la Romanya; la cultura de Conelle i alguna altra ha deixat restes a Panighina i a Gattolino, Borello.
A l'edat del bronze apareixen restes a Diegaro (vers 2300 aC) a Valle Felici di Cervia (1800-1600 aC) arribant al bronze recent amb les restes de Mensa Matellica (final del segle xv aC fins al segle xiii aC), Capocolle (segle xiv aC), Case Missiroli (cultura tardoapenínica 1200-1100 aC) i altres com San Martino in Fiume, Guado della Fornasaccia i Montaletto.

### Cultura vil·lanoviana i protoetrusca
La cultura vil·lanoviana o protoetrusca apareix amb l'edat del ferro a partir del segle ix aC; els elements més propers a Cesena són de Longiano; va seguir la cultura umbre-etrusca amb les restes de Casa del Diavolo (finals del segle vi fins a la meitat del V aC),
San Egidio i altres (via Cerchia delle Vigne, Villa Chiaviche).
Vers el segle vi aC els umbre-etruscs van fundar Sarsina i Mevaniola i van estendre la seva influència a la regió de Cesena (el Cesenat, italià Cesenate). La ciutat de Caesena fou fundada vers el segle v, i el seu nom podria derivar del rierol Cesuola però i ha altres teories.

### Gals i romans
Els gals van introduir la seva cultura al segle iv aC i va durar fins al segle iii aC però les restes són minses. Els gals, probablement bois, van expulsar els umbre-etruscs de la plana. Als bois van seguir els sènons. Cesena va esdevenir capital dels gals i es va dir Sena. Els romans van entrar a la regió entre el 284 aC i el 216 aC, i Cesena fou ocupada des del primer moment però després Cesena (de fet Sena) va tornar als bois fins al 183 aC. El 268 aC es va fundar Ariminum i el 266 aC els romans van ocupar Sarsina. El territori de Cesena fou centuriat entre el 266 aC i 218 aC probablement per obra de Gai Flamini (probablement 235-220 aC). Els bois foren sotmesos entre el 191 aC i el 183 aC. El 187 aC la via Emília va passar per Cesena. El 82 aC va rebre la ciutadania romana i el conciliabulum va esdevenir municipi.
És esmentada per Plini el Vell al segle i com a municipi i al segle iii va rebre territoris de Lluci Domici Aurelià. El segle iv Ravenna va guanyar importància i Cesena va decaure; la ciutat fou transferida de la província Emília-Ligúria a la de Flamínia-Picè. Fou visitada per Constanci II el 357.

### Alta edat mitjana
El 476 va passar als hèruls. Fou assetjada pels ostrogots i conquerida el 493 tot i la valenta defensa del patrici Llibert.
El 540 fou conquerida per Belisari i es va establir la sobirania romana d'Orient. Vers el 541 Cesena fou assetjada per Tòtila que la va ocupar el 542 i els ostrogots la van mantenir fins al 553; Narses va assetjar la ciutat el 552 sense èxit però el 553 (o 554) la va poder ocupar, i fou incorporada a l'Exarcat de Ravenna i van començar les donacions de territoris a l'arquebisbat de Ravenna, que van augmentar amb el temps, i la ciutat fou qualificada de castrum (fortalesa) en lloc de civitates. El Castel Vecchio, construït pels ostrogots vers el 500 fou destruït per un incendi vers el 565. Les primeres bandes de llombards van aparèixer el 568.
El 603 l'arquebisbe de Ravenna Mariniano va fer una transacció amb el bisbe de Cesena, primera indicació de l'existència d'un bisbat l'origen del qual era anterior però amb retard que la resta de la Romanya (el primer bisbe fou Natal); aquest bisbat depenia de l'arquebisbe de Ravenna. El 715 està datat un document que demostra que l'Església de Roma ja tenia alguna possessió a Cesena, prop de Saiano, presumptament adquirit per ajudar a Ravenna que patia una crisi financera. El 727 o 728 el rei llombard Liutprand va donar Sutri al Papa; Cesena fou ocupada per Liutprand el 743 però per intervenció del Papa Sacaries, i a proposta de l'exarca Eutiqui i de l'arquebisbe de Ravenna Joan, el rei llombard va retornar 2/3 a l'exarcat i va fer promesa de l'altre terç, però no se sap si la restitució promesa total o parcial es va fer mai efectiva, perquè Astolf, successor de Luitprand, va conquerir Ravenna el 751.
El 756 els llombards foren derrotats per Pipí II el breu i van haver de cedir territoris al Papa entre ells Cesena i Monte Lucate (Monte Leucade, parròquia del territori de Cesena), però la major part del territori romangué possessió efectiva dels arquebisbes de Ravenna. El 774 fou reconegut el territori al Papa per Carlemany que va renovar la donació del 756, i el 775 el Papa Adrià I es va queixar al rei franc de què l'arquebisbe de Ravenna, Lleó, continuava mantenint el domini útil de Cesena; progressivament el conflicte es va solucionar amb l'establiment del feu, pel qual l'arquebisbe tenia les terres en feu del Papa, i algunes les subinfeudava; el primer document en aquest sentit referit a Cesena és el 914.

### Comtat
Abans, el 887 el marquès Berenguer de Friül fou proclamat rei d'Itàlia i va incloure Cesena i els dominis de l'Exarcat dins el regne. El bisbe local Petronace (testimonial el 892) era dependent de l'arquebisbe i el seu funcionari a la localitat. Es van establir els primers comtes funcionaris del rei testimoniats des del 927 que a Cesena foren una branca dels Guidi (Pietro di Severo i el seu fill Lambert) i que van estar com a funcionaris civils feudataris del rei (i després per un temps de l'emperador) al costat de l'arquebisbe propietari dels béns i terres organitzades en un rectorium però sense jurisdicció. Per tant, l'arquebisbe de Ravenna tenia el domini útil de Cesena però el domini polític el tenia un comte que ja no era feudatari del Papa sinó del rei i després de l'emperador. El Papa no va parar de reivindicar els seus drets. Vers el 900 es va edificar el Castel Nuovo. Vers el 903-955 va viure el bisbe local sant Maur.

### Domini imperial
El 961 Cesena es va rebel·lar contra Berengari i aquest la va assetjar i incendiar. El 962 l'emperador Otó I del Sacre Imperi Romano-Germànic va restaurar l'autoritat imperial a Itàlia, Berengari va fugir a San Leo, i part de les terres que havien estat donades al Papa el 774 i que ja havien estat incloses al regne d'Itàlia, foren incloses de facto en els dominis imperials, tot i que Otó va expedir un diploma a l'Església romana reconeixent al Papa els seus drets a l'Exarcat, i de què el Papa no va deixar de reclamar els seus antics dominis però sense obtenir cap resultat pràctic.
El 27 de novembre del 999 fou reconegut el domini de l'arquebisbe de Ravenna com a feudatari imperial (comte-bisbe) eliminant-se als antics comtes laics del temps dels reis d'Itàlia que havien persistit; a l'arquebisbe foren reconeguts el castell vell i el nou i les torres. Llavors l'arquebisbe va poder subinfeudar els seus béns fiduciariament a un laic feudatari final de l'emperador; les primeres parròquies (pieves) que administraven part del domini eclesiàstic son del segle X (Santa Maria in Ronta, San Vittore in Valle, San Martino in Rubicone i San Pietro in Cistino); el 1001 el Papa Silvestre II va voler fer valer els seus drets i va assetjar Cesena (probablement el Castel Nuovo) però sense èxit.
A començaments del segle xi es va fundar el monestir benedictí al coll de Spaziano. Un total de 14 pieves o parròquies van quedar constituïdes en aquest segle. L'hostilitat a l'arquebisbe de Ravenna portà a l'establiment d'un consell local (el triple consell, de creença, especial i general) antecedent del comú.

### Arquebisbat de Ravenna
El 10 de febrer de 1060 el Papa Nicolau II va concedir privilegis a l'abadia de Santa Maria del Monte. El 24 de juny de 1063 l'emperador Enric IV va confirmar el comtat de Cesena a l'arquebisbe de Ravenna, Enric. El 1119 el Papa Gelasi II va confirmar la dependència del bisbe de Cesena de l'arquebisbe de Ravenna. El 1130 Cavalconte, comte de Bertinoro, va intentar apoderar-se de Cesena sense èxit.
Fins al 1136 Cesena fou aliada a Faenza; la família principal de l'època eren els Righizzi. Però a partir d'aquest any es va trencar l'aliança i Cesena i Ravenna foren aliades i el 1142 el poble de Cesena, amb ajut del de Ravenna, va assaltar els dominis del nobles però aquestos, que tenien l'ajut de Faenza van rebutjar als atacants i es van fer forts al Monte di Santa Maria. L'arquebisbe afavoria al poble perquè era contrari a l'increment del poder la noblesa local que s'organitzava en capitanei i varvassors. El 1145 la noblesa de Cesena va aportar ajut a Faenza contra l'atac de Ravenna. El 3 de desembre de 1157 Roversano va jurar fidelitat a l'arquebisbe Anselm. El 16 d'abril del 1160 l'emperador Frederic I Barba-roja va confirmar a l'arquebisbe Guiu el dret de l'arquebisbat sobre el comtat de Cesena amb Castelvecchio, Castelnouovo i Roversano. El 1163 Cesena va rebre l'emperador i el 1165 va arribar el bisbe de Màntua designat vicari imperial del comtat; Cesena llavors es va aliar amb Rímini contra l'emperador i Cavalconte, comte de Bertinoro, es va unir a l'aliança però l'arquebisbe de Ravenna va ratificar el 1167 la seva fidelitat a l'emperador tant per Ravenna, com per les seves dependencies de Bertinoro i Cesena.

### El comú de Cesena
El primer cònsol de Cesena, cap dels oposats a l'emperador i, per tant, a l'arquebisbe, apareix el 1176 en una acta de pacificació, en presència de l'arquebisbe Gerard. Aquesta aparició dels cònsols fou més tardana que a altres ciutats de la Romanya i va tenir una base antiarquebisbal; el comú era un òrgan inestable (almenys fins al 1259), de base amplia, on alguns nobles canviaven de bàndol sovint; al costat del consolat va existir segurament el consell major i el consell dels ancians, però en realitat només el consell comunal té existència indubitada.
En aquesta temps la família principal eren el Righizzi que van intentar alguns cops obtenir el poder absolut. El 1177 Frederic I va residir a Cesena del març al juliol; allí se li va unir l'arquebisbe de Colònia; el Castel Nuovo fou llavors el Castell de l'Emperador i és possible que la seva muller Beatriu i visqués tres anys. En aquest any 1177 Cesena fou declarada ciutat imperial i la situació va durar almenys fins a la pau de Constança el 1183.
El 1196 es va modificar el comú i va aparèixer la figura del podestà, essent el primer Malvicino comte de Bagnacavallo; des de llavors el govern del comú fou aliat a Faenza i Bolonya contra Ravenna i l'emperador; Bolonya va exercir gran influencia a la ciutat fins vers el 1226. El 1195 i fins al 1196 el vicari imperial Marcuald va assetjar Cesena però amb l'ajut bolonyès fou rebutjat. El 1198 el legat del papa, Carsendino, va ajudar Ravenna en l'intent de recuperar Cesena, però va fracassar i la dinastia imperial de Suàbia va perdre prestigi. En els dos anys següents el Righizzi van protagonitzar algun conflicte intern i Cesena va mantenir una gran rivalitat amb Rimini.

### Gibel·lins i güelfs
El 1201 Cesena va assaltar Cervia i se'n va apoderar. El 1204 van esclatar lluites entre les famílies locals (Righizzi, Irrighi, Articlini, Calisesi, Mazzolini), i Cesena va ser en part cremada per un incendi; molt durs foren els enfrontaments dels anys 1207, 1216, 1219, 1226, 1228, 1234 i 1236. El 1208 va estar a la ciutat el predicador Joan Bono de Màntua que va fundar el convent de Santa Maria in Butriolo. Vers el 1220 alguns castellans de la part alta del comtat van renovar la seva lleialtat a l'arquebisbe de Ravenna, Simó, i així, mentre a la plana els elements contraris a l'arquebisbe tenien tot el poder, a la part alta no en tenien gaire.
Sobtadament el 1226 Cesena va canviar de bàndol i fou gibel·lina i proimperial i contrària al Papa. Així va seguir fins al 1248, i en aquests anys va predicar a la ciutat Sant Antoni de Pàdua. El 1228 es va reprendre el conflicte amb Rimini; el 1234 Cesena va ocupar Forlimpopoli; el 1235 Faenza, aliada a Ravenna (abans adversària tradicional), Forlì, Forlimpopoli i Bertinoro, va envair el Cesenat però foren rebutjats; el 1236 Cesena es va enfrontar a Rimini i Ravenna, i va envair el territori de la darrera. El 1239 es va aliar a Ravenna i sobretot a Faenza, tradicional cap dels güelfs, però la reacció de Frederic II va obligar a Cesena a sotmetre's el 1241 i cedir Castelnouovo que l'emperador va fer destruir per construir una altra fortalesa; el bisbe local Manzino, acusat del canvi polític del 1239, va sortir de Cesena i no va poder tornar fins després el 1248.
L'any 1248 el llegat del Papa, cardenal Ottaviano degli Ubaldini, amb l'ajut de l'arquebisbe de Ravenna Teodoric di Calisese, va ocupar Cesena que així va passar a l'església i va deixar el camp imperial al que havia estat unit del 1226 al 1248 amb el breu parèntesi de 1239 a 1241. El castell imperial fou destruït i el podestà intimat a no recol·lectar taxes a l'església de Ravenna; un nou ordenament comunal va establir un podestà estranger, un sindaco (síndic) local, cònsols, senat i consell general. Del 1249 al 1251 va estar a Cesena sant Pere de Verona, màrtir, que va fundar el convent dels dominics. El 1251 fou visitada pel Papa Innocenci IV.

### Vers la senyoria
El 1259 va esclatar la lluita entre els Irigoni (o Ingoni) i els Righizzi, essent podestà Guiu de Polenta. Aquesta fou l'ocasió en què els Righizzi foren eliminats. L'ordenament local fou revisat llavors (el 1259) perquè era poc favorable al creixement de la ciutat i es va establir un sistema de "gairebé senyoria" en què moltes famílies sempre estranyes a la ciutat van voler imposar el podestà però sense poder imposar la senyoria.
El 1264 el podestà Guiu di Lamberto da Polenta es titulava podestà i vescomte de l'arquebisbe. El 1268 Guglielmo Malavolta fou el primer capità del poble de Cesena. El 1275 Guiu I Montefeltro amb la gent de Forlì va fer una expedició a Roversano, i Joan Malatesta que era probablement capità del poble a Cesena va sortir a lluitar contra ell però fou derrotat per Guglielmino dei Pazzi i va haver de fugir; a Cesena els vencedors van proclamar podestà a Argoglioso degli Argogliosi que havia estat presoner a Forlì. Sota l'ombra de Guiu Montefeltro es va tornar a la política gibel·lina, que no fou exercit directament per ell, però sí que en fou l'ànima.

### Domini Pontifici
El 1278 l'emperador va renunciar a la Romanya que així va quedar definitivament en mans del Papa i Cesena va haver de jurar fidelitat al Papa Nicolau III com a sobirà mantenint la seva política interna (proimperial i contraria al Papa). Cesena formà part dels Estats Pontificis fins al 1861 amb les excepcions dels períodes 1378 a 1465, del 1500 al 1504 i del 1797 al 1814.
El 1282 Cesena va enviar ajut a Guiu de Montefeltro en la defensa de Forlì contra el rector del Papa, Giovanni d'Appia, i tot i el bany de sang de Guiu l'1 de maig de 1282 Forlì fou presa i els gibel·lins es van haver de refugiar a Cesena. Finalment el juny de 1282 el rector del Papa, Giovanni d'Appia, va entrar a Cesena, on ja el govern antipapal havia estat enderrocat.
El rector del Papa va voler nomenar podestà al seu gust i el comú va refusar, però el rector va nomenar alguns "podestà" que van regir la ciutat com a tirans. Aquest període en el qual només es podia parlar durant les vacants del càrrec de podestà és esmentat per Dante Alighieri a la Divina Comèdia. El 1284 fou podestà el comte Uguccio.
El 1287 el rector fou enderrocat i va arribar a la ciutat Gianciotto Malatesta amb membres de la milícia del rector del Papa, Pietro di Stefano, i el 1290 Malatesta II dall'Occhio (Malatestino) Malatesta, fill de Malatesta I da Verrucchio, conegut per Mastin Vecchio, fou el primer senyor de Cesena de la família, però el 1291 el rector va entrar a la ciutat i va imposar com podestà a Diego dei Cancellieri; Roversana fou reconegut possessió en feu de l'arquebisbe de Ravenna; el 1292: Malatesta I da Verucchio ("Mastin Vecchio") fou nomenat podestà di Cesena; contra la voluntat del rector Ildebrandino, Rodolfino da Calisese va tornar a la ciutat; el 1294 Malatestino tornà a ser podestà; el 1295 va entrar a la ciutat Guiu I Montefeltro; el 1296 Galeotto de Begno (Galasso Montefeltro) fou nomenat capità del poble i podestà i va exercir la tirania seguint una política clarament gibel·lina i va tenir el suport popular; el 1297 es va nomenar a Uguccione della Faggiuola capità general de guerra per Cesena, Faenza, Forlì i Imola.
El 1300 Uberto di Paolo Malatesta esdevingué capità del poble de Cesena, però indignat es va retirar de la ciutat i es va reconciliar amb la seva família; el va substituir Frederic de Guido de Montefeltro que va fer reparar Castelvecchio; el 1303 es van enfrontar Teoderic Calesidi i Ubertino Articlini i fou cremat el palau del poble, una part del palau gran i altres edificis de la rodalia de la plaça del comú; finalment amb la mediació del rector del Papa es va imposar la pau i el 1303 Uberto Malatesta fou podestà i fou reelegit cada any fins al 1308 i des el 1307 fou també capità del poble, però era hostilitzat per les famílies gibel·lines del Montefeltro i dels Ordelaffi, i d'altra banda dels Polenta de Ravenna i del rector Papal.
El 1309 (fins al 1312) el poder va passar als da Polenta amb Bernardino, Uberto, Bandino, Ostasio i Guido Novello que es van dividir el dos principals càrrecs. El 1314 Malatesta II dall'Occhio va assolir el càrrec de podestà i el 1313 fou capità del poble (fins al 1318) i el va succeir el seu fill Ferrandino Malatesta. El 10 d'agost de 1314 es va obrir el port de Cesenatico.
El 1318 la ciutat fou ocupada pel rector del Papa, Aimerico de Castro Lucio, va fer construir un nou Castel Nuovo i va fortificar Roversano i Montiano. El 1322 fra Michele de Cesena (1284-1342), general de l'orde dels franciscans va fer aprovar el dogma de la renúncia a les propietats terrenals de Crist. El 1326 va assolir la senyoria breument Rinaldo Cinzi. El 1328 va ser capturat l'emperador Lluís de Baviera; a Cesena van esclatar lluites entre el poble i els magnats i el rector Aimerico, ara arquebisbe de Ravenna, va posar pau i va establir el domini directe de la ciutat pel llegat del Papa Bertrando del Poggetto. Això va durar fins al 1334 quan la ciutat es va revoltar i van expulsar els representants del Papa (Grassono da Mòdena era podestà nomenat pel rector) però es van enfrontar dues faccions: la de Ghello de Calesidi (propera al Papa) i la dels Aguselli i Ottardi (enemiga del Papa).
Rambert Malatesta fou nomenat podestà i Francesc II Ordelaffi capità, però finalment aquest segon va obtenir el càrrec de podestà i va inaugurar la senyoria. La senyoria dels Ordelaffi va durar fins al 1357 quan la ciutat fou ocupada pel llegat del Papa cardenal Albornoz. La defensa la dirigia la dona de Francesc, Cia Ubadini, però la ciutat es va revoltar contra ella en acostar-se les tropes del Papa; Cia va sufocar la revolta però tot i la resistència de la dona els pontificis van ocupar el castell (juny). La ciutat va quedar sota domini directe del llegat fins al 1367, compresa en el govern de la Romanya; el cardenal Albornoz va reconstruir la ciutat i en va rebaixar les càrregues fiscals.
Després en fou llegat governador Anglico de Grimoard; les tropes mercenàries bretones a les ordres del llegat del Papa per la recuperació de les terres italianes Robert de Ginebra, estaven acampades prop de la ciutat així que aquesta va romandre tranquil·la; l'1 de febrer de 1377, després d'un litigi, els bretons de Sylvester Budes van entrar a la ciutat; va intervenir també l'anglès John Hawkwood (Giovanni Acuto) i el 2 de febrer la ciutat fou destruïda completament i saquejada pels bretons; Cesanatico fou cedit a Guiu de Polenta a canvi d'un préstec de 6000 florins que va fer al cardenal Robert de Ginebra. El 13 d'agost de 1377 els bretons van sortir de la ciutat i van prendre el poder Etienne de Miramont (Castellà), Venturino de Benzoni (capità) i Antonio degli Arsenidi (podestà).

### Senyoria i vicariat pontifici
El 1378 el Papa Urbà VI va donar el govern de la ciutat al vicari apostòlic Galeot Malatesta per Rimini, Fano, Pesaro i Fossombrone.
La senyoria de Galeot Malatesta va durar fins al 1385 i es va caracteritzar per la reconstrucció de la ciutat, i la protecció a les iniciatives locals, l'activitat artesanal, el manteniment de les institucions comunals, la construcció d'una nova catedral (sota projecte d'Underwalden el 1385) i una nova fortalesa (Rocca) el 1380, la institució d'una fira al mes d'agost (1379) i el rescat del port de Cesenatico (1382) retornant el préstec a Guiu de Polenta.
El 1382 el territori del Cesenat fou saquejat pels angevins dirigits per Guiu de Polenta. Galeot va morir el 21 de gener de 1385 i el territori dels Malatesta es va repartir entre els quatre fills Carles, Pandolf III, Andreu i Galeot Belfiore després de quatre anys d'indivís (1385-1389).
El 1387 Astorgi I Manfredi va atacar la ciutat. El 1389 Cesena fou assignada a Andreu Malatesta que la va governar fins al 1416 que va construir un pont sobre el riu Savio i va millorar l'agricultura. El 1490 Astorgi I Manfredi va tornar a atacar Cesena en col·laboració al rebel Giovanni Palazzini; el 1491 el Papa va renovar el nomenament de vicaris a favor dels quatre germans Malatesta; Andrea, aliat a Antoni II Montefeltro es va enfrontar als Ordelaffi. El 1393 el Papa va investir oficialment a Andreu com a vicari i el 1394 li va cedir Bertinoro (del que els Ordelaffi havien estat expulsats) a canvi de 22000 florins; el 1395 Andreu fou nomenat capità del poble de Bolonya; el 1397 es van publicar els capítols de l'art de la llana que serà la manufactura principal de la ciutat en el següent segle; el mateix any es va produir un intent de rebel·lió dels Adulfi i els Palazzini, buscant, sense èxit, l'ajut del Papa. La catedral nova fou oberta al culte el 1398. El 1400 va morir Galeot Malatesta i Andreu va estendre el seu domini a Meldola, Cervia i Sestia. El 1402 es van produir moltes mort per una pesta començada una mica abans. El 1403 Andreu es va casar amb Lucrècia filla de Francesc III Ordelaffi senyor de Forlì; el 1404 Andreu va atacar Ravaldino però no va poder ocupar la fortalesa; al mateix any Lucrècia fou morta pel seu propi pare mentre Pandolf III Malatesta va obtenir la senyoria de Brèscia. Aliança amb els Visconti amb el matrimoni del duc milanès i Antònia, filla d'Andreu. El 1408 Pandolf va obtenir la senyoria de Bèrgam. El 1410 Andreu va rebre el reconeixement del Papa per l'ajut al cardenal llegat Cossa en la recuperació de terres i drets de la Santa Seu. El 1414 Andreu va donar en matrimoni a la seva filla Elisabeta a Obizzo de Polenta. Andreu es va decantar tot seguit per l'antipapa Joan XXIII. El 1415 es van produir les corregudes pel Cesenat de Braccio da Montone que va incendiar el castell i port de Cesenatico. Andrea va morir el 20 de setembre de 1416 i el va succeir son germà Carles Malatesta que governava en comú amb l'altre germà Pandolf III a Fano, Brèscia (1404-1421), i a Bèrgam (1408-1419) amb el que mai s'havia produït el repartiment dels territoris però si el de tasques.

### Edat d'or amb Domènec Novello
Carles va construir una nova muralla, va reformar la Piazza Maggiore, va restaurar Castelnuovo i va completar la catedral. El 1418 va néixer a Brèscia Domènec Malatesta (més tard conegut per Domènec Novello), fill de Pandolf III i Antònia de Barignano. El 1419 Pandolf va perdre Brèscia, i el 1421 va defensar Cesena dels atacs de Francesc I Sforza però va perdre Bèrgam davant el comte de la Carmagnola.
El 1424 Felip Maria Visconti va venir a Cesena amb la seva milícia amb la que la ciutat i el senyor Carles van arribar a un pacte, i el tractat de pau fou acceptat pel comú el 1425. Pandolf III va morir el 1427. El 1428 Carles va obtenir la legitimació dels seus nebots (fills naturals de Pandolf III) Galeot Robert Malatesta, Segimon Pandolf Malatesta i Domènec; Carles va morir el 14 de setembre de 1429 i els seus tres nebots (de 18 anys, 12 anys i 11 anys) van heretar la senyoria en comú; la regència fou per la tia Elisabetta Gonzaga, com auxiliar de Galeot Robert que de fet governa sol.
Per obtenir el nomenament de vicari pontifici, Galeot va renunciar a Cervia i altres terres, i els germans van rebre el càrrec de vicaris el 1433 ratificat el 1437. El període dels tres senyors i especialment del darrer (època dita també de Malatesta Novello), és considerada l'edat d'or de la ciutat: es va acabar la Rocca, el nou pont i la muralla, i es van construir portes i el castell de San Giorgio, i també es va fer tallar la muntanya; en obre religioses es van construir el convent de San Francesco, l'ospedale del Crocifisso (1452), el monestir femení de Santa Caterina, San Domenico, i l'església i convent de l'Osservanza; també va construir i donar a la comunitat la Biblioteca, va fer actuacions al canal del Moli o de "Breganza" i altres, i va induir un creixement econòmic notable. Tot i així la ciutat es va revoltar contra els Malatesta el 1431 però Segimon Pandolf va aplanar la revolta.
Galeot Robert va morir el 1432 i van quedar els dos germans; el 1433 els dos germans es van dividir les possessions i a Domènec Novello van ser assignats Cesena i el Cesenat, Bertinoro, Meldola, Sarsina i el Sarsinat, Roncofreddo i la parròquia de Sestino, mentre el càrrec de vicari va restar indivís; el 1435 Antonio Malatesta de Fossombrone fou nomenat bisbe de Cesena i va governar la seu durant quaranta anys en els quals es va fer estimar per tots. Del 1435 al 1436 Domènec va haver de combatre al costat de Francesc I Sforza (al que després va trair en favor del Papa); el 1437 es va ratificar la divisió de dominis amb Segimon i Domènec va veure confirmades Cesena, Bertinoro i Meldola (amb els seus territoris), i va adquirir Cervia; Segimon va dominar les terres a l'est del Rubicó.
El 1442 Malatesta Novello es va casar a Urbino amb Violant de Montefeltro acomplint un pacte de 1434; el 1442 es van arreglar les diferències amb el germà Segimon (pacte de Cesenatico) i tot seguit (1443) es va construir el campanar de la catedral (acabat el 1456) sobre projecte de Maso di Pietro dalla Val Lugano; el 1446 Novello, que patia varius, es va retirar de la vida militar; la seva dona va arribar a la ciutat el 1447 i el mateix any es van començar les tasques de la biblioteca sota direcció de l'arquitecte Matteo Nuti (acabada el 1452); el 1449 la pesta va tornar a la ciutat.
El 1452 el Papa va emetre una butlla per la qual declarava annexionades Cesena i Cervia al dominis Pontificis al que Novello es va oposar i no va tenir efectes de moment. El 1454 les bones relacions entre Segimon i Novello (que s'havien trencat quant Segimon havia reclamat Cesena) es van restablir amb la mediació de Borso d'Este; el 1454 Novello va donar la biblioteca al comú i fou la primera biblioteca comunal d'Itàlia. El 1460 el Papa Pius II va excomunicar a Segimon i Novello; aquest va cedir Cervia a Venècia el 1463 però el 1464 es va arribar a un acord amb el Papa pel qual la senyoria s'acabaria amb Domènec i es va establir el deute tributari.
Domènec va morir el 20 de novembre de 1465. Robert Malatesta va intentar apoderar-se de la ciutat sollevant al poble però fou derrotat per la milícia del legat pontifici, Lorenzo Zane i de Frederic III Montefeltro. Lorenzo va entrar a la ciutat el 9 de desembre de 1465. El Papa havia emès una butlla el 26 de novembre que establia el retorn de Cesena al seu domini directe i nomenava un governador entorn del qual eren mantinguts els òrgans extracomunals del podestà (elegit pel Papa) i el canceller (magistratura) i els comunals del consell general i les magistratures dels vells i dels conservadors. Els drets feudals en certs territoris de l'arquebisbe de Ravenna foren respectats així com els drets del comtes Malatesta de Sogliano. El 1466 el Roelli de Rimini es van refugiar a la ciutat expulsats de la seva pels Malatesta.

### Domini pontifici directe
El 1467 el consell general va passar de 72 a 96 membres; en aquest any van començar les lluites entre les principals famílies: els Tiberti, els Martinelli, els Masini i els Venturelli principalment. El 1469 es va refugiar a la ciutat Alexandre Sforza, que estava ferit, i fou empresonat pel governador Lorenzo Zane; un complot contra el governador, el 1469, es va acabar amb algunes detencions i execucions; el Papa va confirmar a Francesco Sanguigni com a podestà de Cesena; el 1470 el governador Zane que havia estat absent, va tornar a la ciutat però cada vegada més els seus mètodes massa durs l'allunyaven més del poble; el 1474 el Papa va enviar com a governador al cardenal Bartolomeo della Rovere, bisbe de Ferrara i parent seu, i l'any següent es va produir un nou complot contra el governador; en aquest any 1470 fou nomenat bisbe Giovanni Ventuelli di Amèlia, junt amb altres terres de Romanya fins al riu Foglia.
El 1476 el Papa va entregar Cesenatico i el castell de Montiano al comú de Cesena; hi va haver avalots contra el governador a Cesena; el 1480 van esclatar (tercera vegada) lluites entre els Tiberti i els Martinello; el 1480 el territori del castell de Montecodruzzo fou separat del domini de l'Església i assignat amb títol comtal (comtat de Montecodruzzo) a Carlo I Malatesta de Sogliano; el 1482 fou nomenat governador Angelus Lupus de Cavis, bisbe de Tívoli; el 1483 es va produir un terratrèmol i va anar seguit d'una gran carestia. El 1484 Lorenzo Zane va tornar a ser governador de Cesena i en aquest any es va produir un nou terratrèmol; el 1486 Carlo di Roberto dei Maschi, un jurista de Rimini, fou nomenat podestà i va tornar la carestia; el 1487 es van establir els límits jurisdiccionals amb Cervia; el 1478 Giacomo Passarella, bisbe d'Imola i després de Rimini, fou nomenat governador de Cesena i Romanya; la carestia va tornar a la ciutat el 1490; el 1491 els Tiberti es van imposar als Martinelli i van dominar la ciutat expulsant al governador Passarella. El 1492 tota la ciutat donava suport a Polidoro Tiberti, al que s'oposava el governador que s'havia fet fort a la Rocca, i va acabar recuperant la ciutat.
El 1493 Antonio dei Malvezzi, un refugiat bolonyès (els Malvezzi s'havien refugiat a Cesena el 1492) fou assassinat per un bolonyès enemic que fou pres i executat. El 1494 el rei Carles VIII de França va envair el territori, on els Tiberti era favorables als francesos; Guido Guerra comte de Bagno i els Tiberti, van intentar entrar a Cesena, però foren rebutjats pel poble encapçalat pels Martinelli i per Niccolò Orsini; les tropes del duc Ferran de Calàbria es va replegar a Cesena i la van saquejar per ordre del governador Niccolò Cibò; el febrer de 1495 els Tiberti van intentar altra vegada entra a Cesena i el 12 de juliol es van produir les anomenades "vespres de Cesena" en què els Martinelli foren massacrats i els Tiberti van ocupar la Rocca vella i van assetjar la nova, obtenint el suport del poble; també van ocupar el castell de Monte Jottone.
El 1496 la rivalitat entre Tiberti i Martinelli es va resoldre donant el poders al consell dels ancians però el 1497 els Tiberti es van imposar i els Martinelli es van haver d'exiliar a Rimini; des allí van atacar Cesena i el 1499 es va produir un fort combat a Montaletto; el 1500 Alexandre VI va ordenar a Polidoro Tiberti de deixar entrar a la ciutat a Cèsar Borja i Polidoro el va proclamar senyor (2 d'agost). Roberto di Baldassarre Pedroni va esdevenir el comissari de Cèsar a la ciutat que fou la capital nominal del ducat de Romanya. Cèsar va abolir el consell dels Conservadors, va instituir el tribunal de la Rocca, i va constituir una milícia local; el 1501 es va desfer del seu aliat Polidoro Tiberti i va fer decapitar a Roma al cap dels rivals, Gaspar Martinelli; Ramiro de Lorqua fou nomenat governador i lloctinent del duc a Cesena. El 1502 (agost-setembre) va estar a Cesena i Cesenatico Leonardo da Vinci per reforçar les fortificacions de la Rocca i del port (amb un canal navegable fins a Cesena).
Ramiro de Lorqua fou executat el 25 de desembre de 1502. El 1503 va morir Alexandre VI i tot i que Pius III va convidar als habitants de Cesena a romandre lleials als Borja, la ciutat es va dividir: una part amb els Borja, un altre amb el Papa, i el Cesenat (exclosa la capital) favorable a Venècia. Cesena fou assetjada per Palmiero Tiberti i el duc d'Urbino per compte del Papa, però la Rocca va resistir; també un intent de conquesta veneciana fou rebutjat; Juli II va alliberar a Cesena de l'obediència als Borja però la Rocca va seguir resistint fins al juliol de 1504 en què fou ocupada pels pontificis. El 1505 Cesenatico i altres llocs foren separades del comú i restituïdes al domini directe del Papa (província de Romanya)

### Segle XVI
En el segle xvi es va instituir la figura del cardenal president, les contínues anades i vingudes d'exèrcits estrangers i el desenvolupament d'un esperit renaixentista amb Jacopo Mazzoni (1549-94) i Scipione Chiaramonti (1565-1652) 
El 1506 fou nomenat governador Obizzo Alidosi i el 2 d'octubre la ciutat fou visitada per Juli II, que va tornar el 27 de febrer de 1507. El 1509, després de la batalla d'Agnadello entre Venècia i la Lliga de Cambrai (França, Imperi, Església, Castella i Catalunya-Aragó, etc..), Cervia i altres ciutats sota domini de Venècia, foren recuperades pel Papa. El 1509 va morir el governador Obizzo i el va succeir el seu fill Cèsar Alidosi. El 17 de setembre de 1510 Juli II fou per tercera vegada a la ciutat. El 1512 fou centre de les operacions militars entre els francesos i la Lliga Santa (Castella-Catalunya-Aragó, Estats Papals i Venècia). El [1513] fou nomenat governador un nebot del Papa Lleó X Medici, Orlando Pallavicini; el 1514 Alexandre, bisbe d'Alexandria fou nomenat president de Romanya i va ser a Cesena (era president o llegat).
El 1517 van passar per la ciutat els exèrcits dels della Rovere (que anaven a reconquerir Urbino), de l'Església i de França, i el mateix any Bernardino Rossi fou el nou llegat i comissari general de Romanya fins al 1522 en què el va succeir el cardenal Soderini i a aquest el 1523 Orlando di Avignone. Sota aquest darrer es va establir el 31 de juliol de 1523 el ghetto jueu al barri de Pescheria; poc després el Papa Climent VII va nomenar nou llegat a Francesco Guicciardini. El 1525 l'anomenat "diluvio del 1525" va desbordar el riu Cesuola i va fer molts danys. El 1529, en el seu viatge a Roma per coronar a Carles V, Climent VII va fer nit a Cesena i va repetir a la tornada el 1532.
El 1541 i 1543 la va visitar Pau III. El 1545 es va crear la magistratura dels Ottanta Pacifici, per evitar la lluita de faccions. Un altre aiguat (13 de setembre de 1557) tornà a provocar greus danys. El 1559 fou nomenat bisbe Adoardo Gualandi. El 1584 encara es van produir lluites faccionals entre els Venturelli d'una part i els Dandini i els Tiberti de l'altra. El 1598 la ciutat fou visitada per Climent VIII.

### Seglexvii
El 1609 Michelangelo Tonti succeí a Camillo Gualandi com a bisbe de Cesena; el 1614 una crescuda del riu va provocar danys; del 1622 al 1623 fou breument bisbe Francesco Sacrati al que va succeir Lorenzo Campeggi; el 1626 va caure una calamarsada apocalíptica; el 1629 va iniciar el seu període de bisbe Pietro Bonaventura que va durar 26 anys; el 1655 el va succeir Flaminio Marcellini; el 1661 es va produir un terratrèmol amb epicentre a Civitella i el 1673 un altre gran calamarsada; el 1677 fou nomenat bisbe Giacomo Fantuzzi fins al 1680 en què el va succeir Pietro Francesco Orsini que el 1724 fou Papa sota el nom de papa Benet XIII; el 1688 el governador llegat Domenico Maria Corsi va publicar Ordini e decreti que resumia la situació política per la qual el consell dels Conservadors i el dels ancians s'havien unificat en l'anomenat consell secret; el 1688 va arribar a Cesena el nou bisbe, cardenal Casimiro Denhoff, un polonès que durant 8 anys va imposar rígides normes de comportant als ciutadans especialment durant les festes; el 1697 va arribar el nou bisbe Angelo Fontana.

### Seglexviii
Una gelada excepcional es va produir el 1709.

### Període napoleònic
El 2 de juliol de 1796 les primeres forces franceses van entrar a la ciutat i van cobrar una contribució retirant-se tot seguit però el 3 de febrer de 1797 van tornar dirigits pel mariscal Augereau. Poc després el títols i altres restes de feudalisme seran abolits, i es tancaran convents i esglésies i els tribunals eclesiàstics.
El 5 de febrer va entrar Napoleó amb el seu estat major; el clero va obtenir llibertat de culte però li quedava prohibida la intervenció en política. El govern ciutadà va entrar en funcions el dia 9 de febrer. El 18 de febrer de 1797 fou inclosa a la República Cispadana i es va inaugurar la bandera tricolor. Es van tancar convents i es van expulsar frares estrangers. El 29 de juny de 1797 fou inclosa a la República Cisalpina formada per la unió de les Repúbliques Cispadana i Transpadana. Es va constituir en departament del Rubicó sota el govern de Cesare Montalti i Tiberio Fantaguzzi als que el febrer del 1798 es va unir Mario Antonio Fabbri. El departament fou ampliat el setembre del 1798 i Cesena fou capital (preferida a Forlì). El 5 de maig hi va haver un intent contra els francesos dirigit pels generals Lahoz i Pino, que no va reeixir (els francesos van recuperar Cesena als pocs dies). El 12 de maig de 1798 Cesenatico fou declarada autònoma de la Cisalpina tot i les protestes a Cesena, la qual fou declarada capital del departament del Rubicó del que Cesenatico no formava part.
Cesena fou evacuada pels francesos el 31 de maig de 1799 i va arribar l'exèrcit austro-rus restaurant l'antic règim i la propietat eclesiàstica; els que havien col·laborat amb els francesos es van exiliar. El 14 de març de 1800 fou elegit Papa Luigi Gregorio Barnaba Chiaramonti amb el nom de Pius VII. El 16 de juliol de 1800 els francesos van tornar a Cesena durant la nova campanya de Napoleó i es va restablir la situació anterior; el 6 d'agost els francesos es van haver de retirar i el 13 d'agost els austríacs van entrar a la ciutat; el 8 de desembre fou posada sota administració militar conjunta austro-russa però el 23 de gener de 1801 els francesos la van tornar a ocupar i es va restablir la República Cisalpina i fou altre cop cap del departament del Rubicó; nova carestia. El 26 de gener de 1802 la Cisalpina va esdevenir República Italiana; el 4 d'abril de 1804 Napoleó fou coronat emperador a Notre Dame en presència del Papa i el 17 de març de 1805 la República Italiana va esdevenir Regne d'Itàlia i el departament es va convertir en prefectura; el 26 de maig de 1805 Napoleó fou coronat rei a Milà.
El 1808 va morir el bisbe local cardenal Bellisomi i durant vuit anys el càrrec romangué vacant; el 1810 es va decretar el tancament dels convents. El 27 de desembre de 1813 els austríacs van arriar a Cesena i el 20 d'abril de 1814 el Papa Pius VII que havia estat enviat exiliat a Fontainebleue per Napoleó, va passar per Cesena en tornar a Roma. El general i rei Murat de Nàpols va fer la proclama de Rimini el 30 de març, intentant unir la Itàlia del nord contra Àustria, i va barrar el pas al Papa el 29 d'abril, però va ser eliminat i el 20 de juliol de 1815, després d'un any i mig d'ocupació austríaca, Cesena fou retornada als Estats Pontificis (acord del Congrés de Viena sobre la Romanya). La província de Romanya (nom oficial "província de Romanya i Exarcat de Ravenna) es va convertir en la Legació de Forlì i Ravenna.

### Elseglexixdins els Estats Pontificis
Des del 1816 a Cesena va predominar la família Ghini; l'Alta Vendita, una branca dels Carbonaris, va començar a actuar a Cesena dirigida per Vincenzo Fattiboni; fou nomenat bisbe Francesco Saverio Castiglioni; el 1817 una nova gran carestia; del febrer a l'abril del 1821 els Carbonaris van voler fer com a Nàpols i Torí, i van provocar aldarulls sota la direcció d'Eduardo Fabbri, Pietro Caporali i Giacomo Fattiboni, però tots el caps foren arrestats. El 1822 fou nomenat bisbe Anton Maria Cadolini. Els 1825 els caps carbonaris de Cesena Leonida Montanari i Angelo Targhini, foren decapitats a Roma; altres 512 carbonaris foren condemnats entre ells 42 de Cesena, però obra del cardenal Rivarola encarregat de la lluita contra l'organització; Eduardo Fabbri i Pier Maria Caporali de Cesena ambdós, foren condemnats a presó de per vida; el 1829 el bisbe de Cesena Francesco Saverio Castiglioni, fou elegit Papa i va regnar sota el nom de Pius VIII però va morir el 1830.
El 6 de febrer de 1831 el revolucionaris van prendre el poder a Cesena sense resistència però el 26 de març van tornar els austríacs i després de la batalla del Monte el 20 de gener de 1832 el moviment reformista fou aplanat i les forces del Papa dirigides pel coronel Barbieri van entrar a la ciutat on van sembrar el terror i la mort; el cardenal Albani va dirigir la repressió als següents mesos; el 1833 va començar a actuar a la ciutat l'organització Giovine Italia, introduïda per Galeazzo Fabbri vers 1831.
El 1846 va passar per Cesena el bisbe d'Imola Mastai Ferretti que al cap de pocs dies fou elegit Papa amb el nom de Pius IX; era considerat un reformador. Les directrius del Papa van afavorir el progrés dels lliberals i el 1847 es va constituir la Guàrdia Cívica de la que va fer part la flor i nata del liberalisme moderat de la ciutat; el març de 1848 Pius IX va concedir una constitució i Carles Albert de Savoia va declarar la guerra als austríacs; el maig de 1848 fou elegit diputat per Cesena Maurizio Bufalini que va renunciar i el va substituir el comte Giulio Masini; l'agost de 1848 el Papa va haver de nomenar un primer ministre (Eduardo Fabbri) que aviat (menys d'un mes) va deixar el lloc a Pellegrini Rossi i el moviment lliberal es va decantar cap a posicions més progressistes. El 5 de desembre de 1848 va arribar a Cesena Giuseppe Garibaldi amb els seus homes; mentre Pius IX va fugir a Gaeta i el 12 de desembre es va constituir a Cesena el Circolo popolare di Cesena amb lliberals, monàrquics, republicans i demòcrates. El 9 de febrer de 1849 es va proclamar la República Romana però el 20 de maig els austríacs van ocupar Cesena i la República Romana va caure el 3 de juliol. Garibaldi va poder fugir; la guàrdia cívica fou dissolta pels austríacs 
El 1850 van actuar bandits a la regió de Cesena; Pietro Pasolini Zanelli constituí la secció de Cesena de l'Associazione Nazionale, de caràcter mazzinià, en la qual destacaren Pietro Mami, Euclide Manaresi, G. A. Geoffroy, Domenico Comandini e Artidoro Bazzocchi i en certa forma Gaspare Finali; els seus líders foren arrestats el 1851 i empresonats a San Leo (Francesco Belletti, Manaresi, Giuseppe Saragoni, Alessandro Buda i Geoffroy). Els austríacs van sortir de Cesena el 8 de gener de 1854.
El 1855 els lliberals i demòcrates destacats foren detinguts (Pasolini, Alessandro Castagnoli, Gregorio Zaberoni, Bazzocchi, Valzania, Poggi, Manaresi i Finali). El 2 i 3 de juny de 1857 va visitar la ciutat Pius IX. El 1859 van sortir de Cesena un grup de voluntaris dirigits per Bazzocchi que van lluitar al costat del Regne de Sardenya per la unitat d'Itàlia. Després de les primeres victòries dels unitaris es va formar un triumvirat a Cesena amb Pasolini, Pietro Mami i Camillo Romagnoli que va assolir el poder i va abolir l'autoritat dels Estats Pontificis i va aixecar la bandera italiana. Poc després Valzania va entrar a la ciutat amb els seus soldats. El 28 d'agost es va elegir la primera assemblea de Romanya en la que foren elegits només candidats moderats Amadori, Saragoni, Manaresi, Finali, Pasolini Zanelli) i l'aliança amb els liberals- demòcrates es va trencar l'octubre; Valzania fou arrestat. A les eleccions de 1860 (5 de febrer) es van presentar dos llistes i van guanyar els lliberals- demòcrates però fou nomenat sindaco el moderat Giacomo Guidi. L'11 i 12 de març de 1860 un plebiscit va aprovar la unió al Regne de Sardenya. Poc després l'administració de la ciutat va passar (24 de maig) a Camillo Romagnoli que governà tres anys.

### Regne d'Itàlia
El 17 de març de 1861 fou proclamat el regne d'Itàlia. El 24 de gener de 1864 fou nomenat sindaco el comte Pietro Pasolini Zanelli. El 1866 la ciutat fou regida temporalment (gener a maig) per un comissari especial (Ferdinando Perrino) a causa del desordre administratiu. El 1866 Cesena van aportar molts voluntaris a la III guerra d'independència italiana. El 17 de juliol de 1866, G. B. Nori fou nomenat sindaco i va exercir fins al maig de 1869 en què el va succeir Pietro Mami. El 27 d'octubre de 1873 el càrrec va passar a Socrate Paggi, moderat, fins al 26 de juliol de 1874 en què fou nomenat comissari extraordinari Giuseppe Casati. El 2 d'agost de 1874 foren detinguts els caps democràtics regionals (Valzania, Saffi, Turchi, Francesco i Alfredo Comandini i altres); després Pietro Pasolini Zanelli fou nomenat sindaco fins al 20 d'octubre de 1875 que fou nomenat Achille Ceccaroni, moderat; el 2 d'abril de 1877 fou sindaco el moderat Paolo Ghiselli; el primer sindaco d'esquerres fou Saladini el 6 de gener de 1879; va dimitir el 1880 i el va succeir Paolo Ghiselli i el 1882 fou nomenat Pietro Turchi, republicà moderat; el 1882 fou sindaco Filippo Ghini, que va durar cinc anys i el 1887 el va succeir Alfredo Prati breument i després Ernesto Mischi, lliberal; el 1888 fou altre cop sindaco Saladini (ara moderat constitucional). A finals d'estiu la ciutat fou visitada pel rei Humbert I d'Itàlia que va visitar també altres llocs de la Romanya; el 1889 Giovanni Valzania fou el primer sindaco elegit i el primer republicà; després de l'assassinat del líder socialista Pio Battistini el 7 de setembre de 1891, fou nomenat el dia 27 un comissari extraordinari, Pietro Gandin; el 27 de març de 1892 Gaspare Finali esdevingué sindaco, però de fet (al ser ministre) no va exercir i el càrrec va passar a Alfredo Prati; el 1895 fou elegit Francesco Evangelisti. El 24 de novembre de 1898 Filippo Muscianisi fou nomenat administrador extraordinari del comú.
L'octubre del 1902 va començar el seu llarg govern Vincenzo Angeli; el 1913 es van fer les primeres eleccions per sufragi universal (només els mascles); el 1914 es van produir disturbis com a complement de la "Settimana Rossa" d'Ancona. El 1915 Itàlia va entrar a la guerra i es va produir una crisi econòmica a la ciutat; el 27 de juliol de 1918 fou visitada pel rei Vittorio Emanuele III; el 1921 van treure bons resultats a alguns punts el feixistes; el 1922 va morir Vincenzo Angeli i el va substituir Enrico Franchini; l'abril del 1922 les esquadres feixistes van iniciar una ofensiva contra els "rossi" del Cesenat, començada a Sogliano, que fou una virtual guerra civil; l'octubre de 1922 es va produir la marxa a Roma i Benito Mussolini va accedir al poder; Carlo Rasi fou nomenat administrador provisional de Cesena.

### Segona Guerra Mundial
Francesco Meriano fou nomenat sindaco el 1923 però va dimitir el 1924 i el va substituir Giuseppe Ricci; el 1925 Tullo Busignani fou nomenat comissari extraordinari i el 1927 Attilio Biagini fou designat primer podestà de Cesena; el 1928 el comunista de Cesena, Gastone Sozzi va morir sota tortures a la presó de Perusa; poc després fou nomenat comissari extraordinari Dario Ercolani, i el 1929 Luigi Rossi fou podestà fins al 1932 en què el va substituir Pio Teodorani Fabbri que va abandonar Cesena el 1934 i el seu lloc fou ocupat per Mario Bonicelli; el 1936 va visitar Cesena Benito Mussolini; el 1938 Bonicelli fou substituït per Arnaldo Cicognani; el 1941 el podestà Cicognani, fou substituït pel comissari Bruno Carli; el juliol del 1943 es va produir el desembarcament aliat a Sicília i el 25 de juliol el feixisme va caure del poder; l'armistici es va signar el 8 de setembre i Cesena va celebrar-ho amb joia; l'exèrcit es va desbandar i els alemanys van ocupar el nord d'Itàlia. Els alemanys van ocupar Cesena el 13 de setembre i tot seguit es va formar a Cesena una brigada partisana dins del C.L.N.; el 23 de setembre de 1943 es va proclamar la República Social Italiana i es va iniciar la guerra civil; la ciutat fou posada sota toc de queda el 26 de desembre de 1943; el 1944 les operacions dels partisans foren nombroses; el 13 de maig Cesena fou bombardejada pels aliats; a aquest bombardeig en van seguir d'altres; els anglesos i canadencs van entrar a Cesena el 20 d'octubre de 1944 (generals Hawkesworth i Vokes) i es va constituir una junta dirigida pel comunista Sigfrido Sozzi, amb comunistes, republicans, socialistes i democristians. La guerra va acabar virtualment el 25 d'abril de 1945 amb l'ocupació de Milà i l'execució de Mussolini el dia 28 d'abril.

### Època recent
A les eleccions de 1946 l'esquerra va obtenir el 46% i la DC el 21% i Sozzi va romandre al poder però ara com a sindaco. Al referèndum per la república va obtenir molt de suport la república i al mateix dia (2 de juny) a la constituent, el bloc d'esquerra va repetir resultats i la DC va pujar al 20%; el 1948 el bloc d'esquerra va baixar al 42% i la DC va pujar al 30% a les nacional i 43% i 20% a les locals. La DC aliada al Partit republicà va formar govern amb Cino Macrelli com a sindaco fins al 1951 però va dimitir el 1949 i el va succeir Corradino Fabbri (republicà); a les eleccions locals de 1951 l'esquerra va mantenir el 43%, la DC 24% i el Partit Republicà el 28%. Fabbri fou reelegit.
A les legislatives del 1953 el PCI va avançar lleugerament i també la DC i van recular els altres partits. A les eleccions locals del 1956 el PCI va tenir el 36%, la CD el 26%, el PRI el 23% i el PSI el 10%; Samuele Andreucci fou sindaco per l'aliança de PRI i DC però va dimitir el 1956 i va formar govern en minoria el PRI amb Antonio "Tonino" Manuzzi; a les eleccions del 1960 es van mantenir les posicions i va seguir Manuzzi que el 1962 va formar un govern local de centre amb el PSI i la DC; a les legislatives del 1963 el PCI va arribar al 40% mentre PSI i DC van baixar al 7% i 26% i el PRI va caure al 19%. Les eleccions locals següents foren el 1964 amb 40% el PCI, 25% la DC, 21% el PRI, 5% el PSI i va aparèixer el PLI (Partit Lliberal Italià) amb el 3%; el PCI va créixer a les generals del 1968 i a les locals del 1970 va arribar al 46,6% però a costa del PSI; tot i així es va formar una nova majoria d'esquerres i Leopoldo Lucchi, comunista fou elegit sindaco; el 1976 el govern va esdevenir monocolor comunista; el 1977 el bisbe Augusto Gianfranceschi es va retirar i el va succeir Luigi Amaducci; el 1980 el PCI i el PSI van refer la coalició; el 1985 Archimede Casadei Lucchi fou sindaco amb un govern en minoria del PCI i el 1986 va haver de deixar el lloc a Piero Gallina, republicà; el 30 de setembre del 1986 la Diòcesi de Cesena va canviar el seu nom a "Diòcesi de Cesena-Sarsina", amb petites modificacions territorials i el 1991 fou designat bisbe Lino Garavaglia; el 6 de març de 1992 per decret legislatiu 252 la província de Forlì es va canviar de nom a Forlì-Cesena, al mateix temps que es va instituir la nova província de Rimini; el 1992 el Partit Democràtic de l'Esquerra (PDS) hereu del PCI va assolir el govern municipal amb Edoardo Preger; el 1999 fou elegit sindaco Giordano Conti; el 2004 Antonio Lanfranchi fou ordenat bisbe de Cesena-Sarsina.

## Fills il·lustres
- Pietro Francesco Tosi cantant (castrat, soprano)